# Adolf Humeniuk
Adolf Humeniuk (ur. 24 czerwca 1918 w Kołomyi, zm. 25 sierpnia 1963) – generał brygady Wojska Polskiego.

## Życiorys
Syn Michała, podoficera zawodowego WP i Zofii z Lipińskich. W latach 1927–1931 ukończył 4 klasy szkoły podstawowej w Kołomyi, a następnie kontynuował naukę w Państwowym Gimnazjum Humanistycznym we Lwowie, gdzie w 1937 zdał maturę.
W listopadzie 1940 został wcielony do Armii Czerwonej. Służył w stopniu szeregowego, a następnie starszego szeregowego – zwiadowcy w 136 Pułku Artylerii Ciężkiej w Tbilisi. Po napaści Niemiec na ZSRR przeniesiony do 13 samodzielnej kolumny pracy przy 326 Zakaukaskim Wojskowym Zarządzie Budownictwa, gdzie był zatrudniony jako ślusarz. Następnie brał udział w walkach na terenie Kaukazu. 
Od 2 września 1943 został powołany do służby w Polskich Siłach Zbrojnych w ZSRR. Został skierowany do Oficerskiej Szkoły Broni Pancernej i po ukończeniu nauki 1 stycznia 1944 został promowany do stopnia chorążego w korpusie oficerów wojsk pancernych. Został przydzielony do 2 pułku czołgów 1 Brygady Pancernej 1 Armii WP na stanowisku dowódcy czołgu. Brał udział w walkach na szlaku bojowym przez Lublin, Dęblin i Warkę. Od kwietnia 1945 jako dowódca plutonu czołgów 2 Brygady Pancernej 1 Korpusu Pancernego brał udział w walkach na szlaku bojowym: Myślibórz, Nysa, Budziszyn, Drezno i  Mielnik.
Po wojnie był dowódcą kompanii w 2 pułku czołgów 2 Brygady Pancernej. W marcu 1946 został zastępcą dowódcy 1 Batalionu Rozpoznawczego do spraw liniowych, a od maja 1946 był szefem sztabu 1 Warszawskiego Samodzielnego Batalionu Rozpoznawczego 1 Dywizji Piechoty im. Tadeusza Kościuszki. W kwietniu 1947 został zastępcą szefa sztabu 2 pułku czołgów ds. taktyczno-wyszkoleniowych, a w sierpniu 1947 został szefem sztabu pułku. W latach 1947–1948 przebywał na kursie doskonalenia oficerów broni pancernej szczebla szefów sztabu i dowódców pułku przy Oficerskiej Szkole Broni Pancernej. Po ukończeniu kursu w lipcu 1948 powrócił na stanowisko szefa sztabu pułku, a od października 1949 był pomocnikiem dowódcy 6 pułku czołgów ciężkich we Wrocławiu do spraw wyszkolenia. Od lipca 1951 do października 1953 był dowódcą 6 pułku czołgów ciężkich.
W latach 1953–1954 był słuchaczem Kursu Doskonalenia Dowódców w Akademii Sztabu Generalnego WP. Od 3 listopada 1954 do 19 listopada 1956 dowódca 11 Dywizji Zmechanizowanej w Żaganiu.
Od listopada 1956 do grudnia 1958 był słuchaczem Wojskowej Akademii Sztabu Generalnego Sił Zbrojnych ZSRR im. K. J. Woroszyłowa w Moskwie. Po powrocie do kraju w grudniu 1958 został  dowódcą 20 Dywizji Pancernej w Szczecinku. 6 października 1962 na mocy uchwały Rady Państwa PRL otrzymał nominację na stopień generała brygady. Nominację wręczył mu 12 października 1962 w Belwederze przewodniczący Rady Państwa PRL Aleksander Zawadzki.
Zginął śmiercią tragiczną wraz z synem Michałem w dniu 25 sierpnia 1963 w wypadku drogowym koło Piły (samochód prowadzony przez generała wjechał pod pociąg). Pochowany 28 sierpnia 1963 na Cmentarzu Wojskowym (Rakowickim) w Krakowie (kwatera 5 woj.-płd.-16). 

## Awanse
- chorąży – 1944
- podporucznik – 1945
- porucznik – 1946
- kapitan – 1946
- major – 1948
- podpułkownik – 1952
- pułkownik – 1955
- generał brygady – 1962

## Życie prywatne
Mieszkał w Szczecinku. Od 1948 żonaty z Krystyną z domu Sokół (1922-1996). Małżeństwo miało syna Michała (1955-1963) i córkę Ludmiłę Marię.

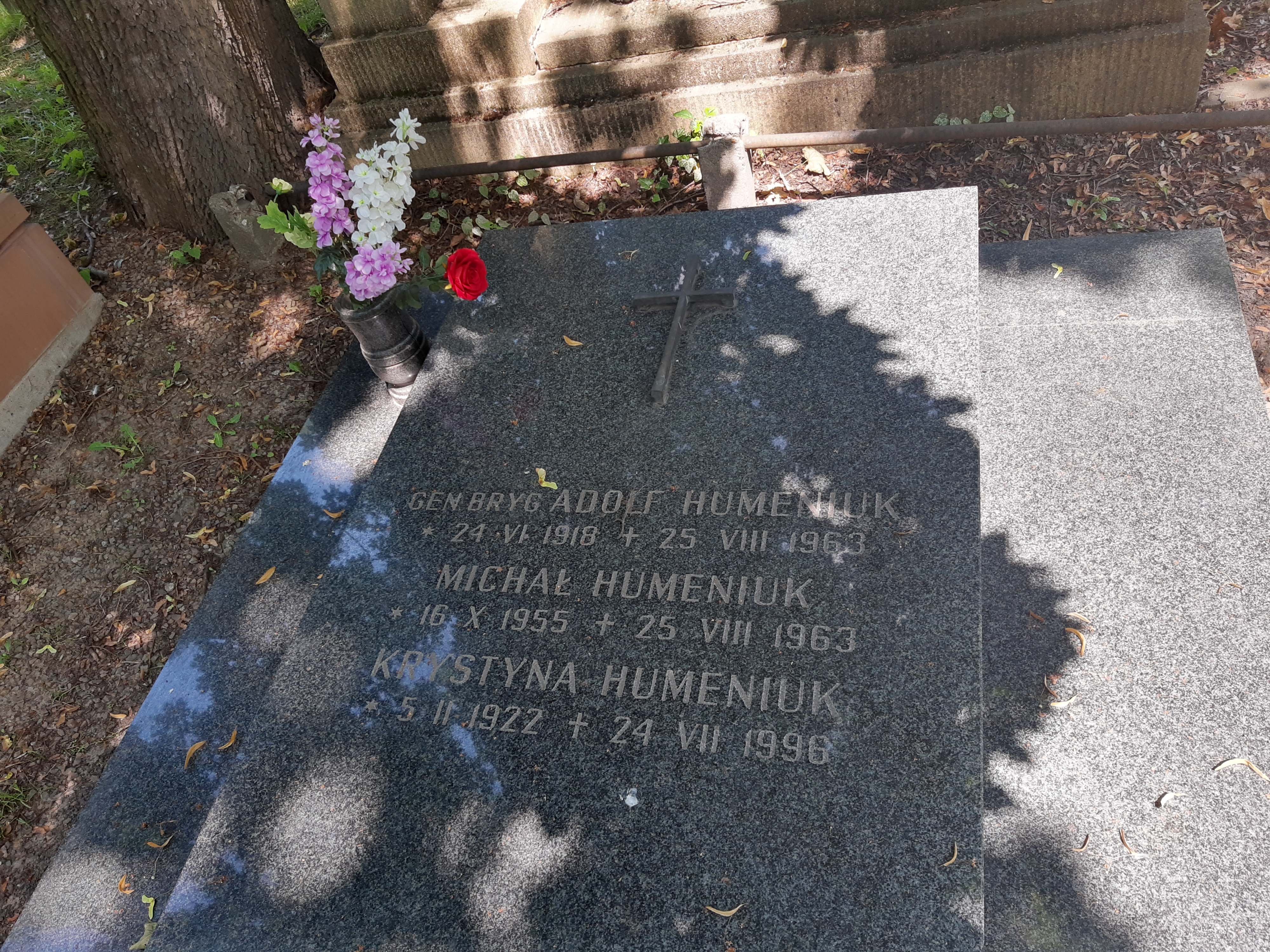
Grób gen. Adolfa Humeniuka na cmentarzu przy Prandoty

## Ordery i odznaczenia
- Krzyż Oficerski Orderu Odrodzenia Polski (1959)
- Krzyż Kawalerski Orderu Odrodzenia Polski (1958)
- Krzyż Walecznych (1946)
- Złoty Krzyż Zasługi (1954)
- Srebrny Krzyż Zasługi (1946)
- Medal za Warszawę 1939–1945 (1945)
- Medal za Odrę, Nysę, Bałtyk (1945)
- Medal 10-lecia Polski Ludowej
- Krzyż Wojenny Czechosłowacki 1939 (ČSSR)
- Złoty Medal „Siły Zbrojne w Służbie Ojczyzny” (1958)
- Medal „Za wyzwolenie Warszawy” (ZSRR, 1945)
- Medal za Zdobycie Berlina (ZSRR, 1945)
- Medal za Zwycięstwo nad Niemcami w Wielkiej Wojnie Ojczyźnianej 1941-1945 (ZSRR, 1945)